# Jewgeni Pissarew
Jewgeni Pissarew (russisch Евгений Писарев; * 17. August 1988) ist ein russischer Gewichtheber.

## Karriere
Pissarew war 2005 und 2005 Jugend-Europameister. 2006 wurde er bei einer Dopingkontrolle positiv auf Chlortalidon getestet und für zwei Jahre gesperrt. Nach seiner Sperre wurde er 2008 Junioren-Europameister. Bei den Europameisterschaften 2009 der Aktiven gewann er in der Klasse über 105 kg Bronze im Zweikampf, wobei er mit 418 kg das gleiche Ergebnis hatte wie der Zweite Almir Velagic, der allerdings leichter als Pissarew war, und Silber im Reißen. 2010 wurde Pissarew U23-Europameister.